# Lithobates okaloosae
Espèce
Synonymes
- Rana okaloosae Moler, 1985

Statut de conservation UICN

 VU D2 : Vulnérable
Lithobates okaloosae est une espèce d'amphibiens de la famille des Ranidae.

## Répartition
Cette espèce est endémique de l'Ouest de la Floride aux États-Unis. Elle se rencontre entre 3 et 55 m d'altitude dans les comtés d'Okaloosa, de Santa Rosa et de Walton,.

## Description
Lithobates okaloosae mesure de 34 à 49 mm, la femelle étant généralement plus grande que le mâle. Sa coloration est vert foncé, sa gorge est de couleur jaune. Les tétards sont bruns avec des taches sur la queue et le ventre.

## Étymologie
Cette espèce est nommée en référence au lieu de sa découverte, le comté d'Okaloosa.

## Publication originale
- Moler, 1985 : A new species of frog (Ranidae: Rana) from northwestern Florida. Copeia, vol. 1985, no 2, p. 379-383.